# Księżycówka z Kujaw
Księżycówka z Kujaw – napój alkoholowy o aromacie świeżych gruszek bergamotek, produkt tradycyjny w województwie kujawsko-pomorskim. Związany z Nieszawą i jej okolicami, spopularyzowany przez film Wiosna panie sierżancie. Księżycówkę promowało Stowarzyszenie Partnerstwo Dla Ziemi Kujawskiej.